# Batu Batu
Batu Batu is een bestuurslaag in het regentschap Simeulue van de provincie Atjeh, Indonesië. Batu Batu telt 609 inwoners (volkstelling 2010).